# Rio Jauaperi
O rio Jauaperi é um grande curso de água ao sul do estado de Roraima. Seu curso dá-se nos municípios de Caroebe, São João da Baliza, São Luís e Rorainópolis tendo como foz o rio Negro.